# SMS Wörth
SMS Wörth byla jednou ze čtyř německých bitevních lodí typu predreadnought třídy Brandenburg postavených v 90. letech 19. století. Mezi sesterské lodě patřily Brandenburg, Kurfürst Friedrich Wilhelm a Weißenburg. Tyto lodě byly prvními zaoceánskými bitevními loděmi postavenými pro německé císařské námořnictvo (Kaiserliche Marine). Kýl lodi Wörth byl položen v loděnici Germaniawerft v Kielu v květnu 1890. Na vodu byla spuštěna 6. srpna 1892 a do služby uvedena 31. října 1893. Wörth a její tři sesterské lodě nesly šest těžkých děl namísto čtyř, jak bylo standardem u většiny bitevních lodí jiných námořnictev. Byla pojmenována po bitvě u Wörthu z doby francouzsko-pruské války v letech 1870–1871.
V prvním desetiletí své kariéry u německé flotily se v době míru účastnila cvičných plaveb a manévrů. V roce 1900 se zúčastnila německé námořní expedice do Číny, kde došlo k potlačení boxerského povstání; v době, kdy flotila dorazila, bylo již obléhání Pekingu dokončeno a Wörth už do monoha přímých akcí nezasáhla. V roce 1906 byla umístěna do zálohy a v první linii celou třídu Brandenburg nahradila novější a výkonnější plavidla. Počátkem první světové války byla již zastaralá a se sesterskou lodí Brandenburg byla v prvních dvou letech války nasazena v omezené míře jako loď pobřežní obrany, ale bojových akcí se nezúčastnila. V roce 1916 byla Wörth přeměněna na plovoucí kasárna a sloužila tak až do konci války. Navzdory plánům, kdy měla být po válce přestavěna na nákladní loď, byla Wörth v roce 1919 v Gdaňsku sešrotována.